# Šlajpah
Šlajpah je priimek več znanih Slovencev:
- Ignac Šlajpah (1885—1968), živinozdravnik in strokovnjak za konjerejo
- Mara Šlajpah Zorn (1919—2006), bibliotekarka